# Свети Архангел Гавриил (Дренок)
Вижте пояснителната страница за други значения на Свети Архангел Гавриил.
„Свети Архангел Гавриил“ (на македонска литературна норма: „Свети Архангел Гаврил“) е православен манастир в руини край голобърдското село Дренок, Северна Македония.

## Местоположение
Манастирът е бил разположен на 5 km северно от селата Модрич и Дренок и на около 7,5 km югоизточно от Джепище, в близина на село Требища, Албания, южно от Требищката река. Местността край регионалния път Струга-Дебър носи името Три чешми.

## История
На археологическата карта на Република Македония мястото е отбелязано като църква от средновековието. Миленко Филипович записва местни предания, които също казват, че тук е имало манастир, посветен на Свети Илия, като така се е казвала и областта - Манастирец. Освен „Свети Илия“ имало още три църкви - „Света Богородица“, „Свети Архангел“ и „Свети Георги“. Едно от бърдата, останало в Албания, се казва Свети Илия, а над манастира има Попова чешма. Разказва се, че турците са разрушили манастира до основи и каменното корито на Попова чешма отнесли в Требища. При Попова чешма бил открит и камък с надпис, но требищките мюсюлмани го скрили. В 1934 година в Требища била още жива мюсюлманка, чийто баща е бил поп в Манастирец.
В 1918 - 1920 година по-голямата част от Голо бърдо е окупирана от Кралството на сърби, хървати и словенци. При връщането на Требища на Албания част от землището на селото покрай река Чървеница остава в Кралството на сърби, хървати и словенци. Държавната граница минава през Църквища вдясно от Чървеница и Бела вода вляво от Чървеница, като в Албания остава бърдото Градище. Край пътя е имало само един хан - Требищкият хан.
В 20-те години около хана са построени още няколко сгради, а в 1930 - 1932 година и голям манастир, посветен на Събор на Архангел Гавриил. Църквата е монументална каменна постройка, може би една от най-големите в района на Струга, с размери 23 на 15 m. Покривът е бил с керемиди, таванът е бил измазан с варов хоросан, а в църквата е имало дървен иконостас.
В 1944 година манастирът изгаря. Днес църквата е с паднал покрив и полуразрушена.
Манастирът е разполагал с големи имения, границите му се простират на север до река Черни Дрим, на запад до държавната граница с Албания, на север до река Чървеница и на юг до общинската гора.
След разгрома на Кралство Югославия в 1941 година, манастирът попада под администрацията на община Манастирец под италианска окупация. През този период монасите напускат манастира и всички грижи за него се полагат от свещениците от Модрич и Дренок. Последният свещеник, служил в манастира през есента на 1944 година, е Милан Йованоски от селото Модрич, а в края на 1944 година манастирът е опожарен и разграбен. По време на пожара селяните от Модрич и Дренок се опитват да го потушат, но единственото, което успяват да спасят са малко икони, които след това бяха донесени в селото Модрич. Селяните на Модрич построяват дървен параклис на мястото, наречено Напреслок, който посвещават на Свети Архангел Гавриил, и в който поставят иконите. През пролетта на 1971 година параклисът е опожарен и иконите от Манастирец изгарят.
На 26 юли 2000 година владиката Тимотей Дебърско-Кичевски освещава и полага основния камък на манастирската църква „Свети Архангел Гавраиил“, в близост до старата църква, но строежът остава нереализиран. През 2014 година братството на Бигорския манастир „Свети Йоан Кръстител“, с акт на реституция, си връща имота